# 黄昂 (三國)
黃昂（？年—？年）涼州酒泉郡人，東漢末人物。後與黃華叛魏，被楊豐所殺。

## 生平
黃昂、黃華出身酒泉黃氏，是當地豪族。建安十四年(西元209年)酒泉太守徐揖為打擊當地豪強親手殺了一位黃姓豪強，兩人於是不滿而叛變。黃昂當時將家裡的米金分發出去募集數千名鄉眾反攻徐揖，而後殺死了徐揖。
當初徐揖被叛軍攻擊時楊豐帶著妻子去張掖郡求援，不久剛好張掖郡人張進也參與叛魏。張掖郡和酒泉郡失守後，黃昂要求張掖郡叛軍將不同意叛變的楊豐用麻繩繫頭生綁過來。楊豐得知消息後逃亡投奔武威郡太守張猛那被張猛用為都尉。
楊豐為報徐揖被殺之仇單騎到南羌地獲得千餘騎兵反攻黃昂，楊豐心生一計趕往酒泉郡路上還沒到三十里時令從騎下馬佯裝曳柴揚塵姿態迷惑黃昂及黃昂叛軍。黃昂部眾誤以為援軍已到而潰散，黃昂獨自一人逃走，被揚豐擒獲。楊豐處死黃昂前說：「你之前想叫人用麻繩繫我頭生綁我，如今卻被我所擒，如何？」黃昂羞愧道歉不成被楊豐處死。